# Massacration
Massacration é uma banda de heavy metal cômico criada pelos humoristas e músicos brasileiros Bruno Sutter (como o vocalista Detonator), Fausto Fanti (como o guitarrista solo Blondie Hammett), Marco Antônio Alves (como o baixista Metal Avenger), Adriano Pereira (como o guitarrista base Headmaster) e Felipe Torres (como o baterista Jimmy the Hammer), todos integrantes do grupo de comédia Hermes e Renato. Autodescritos pelo epíteto "a banda da galera" e frequentemente comparados ao conjunto igualmente semi-fictício Spinal Tap, por quem foram fortemente influenciados, o Massacration é conhecido por suas letras bem-humoradas (cantadas por Sutter num característico falsete exagerado e escritas numa mistura de um inglês comicamente macarrônico com português) que caçoam, de forma leve, de clichês da subcultura do heavy metal e do estereótipo do "metaleiro"/"headbanger", parodiando tanto musical quanto esteticamente famosas bandas do gênero como Black Sabbath, Metallica, Iron Maiden, Helloween, Judas Priest, Manowar, Sepultura, Angra, entre outras.
Devido ao fato de Pereira e Torres serem os únicos componentes do grupo que não sabem tocar instrumentos de verdade (apesar de aparecerem em videoclipes e fotos promocionais), as partes de guitarra base do primeiro eram providenciadas por Fausto Fanti (e posteriormente por seu irmão Franco, que viria a substituí-lo como "Red Head Hammett" após sua morte em 2014); as partes de bateria do último foram providenciadas por uma vasta gama de músicos convidados.

## História

### História fictícia
A MTV Brasil e o Hermes e Renato produziram um curto mocumentário de 10 minutos exibindo a história ficcional da banda em 2005 com o intuito de promover o lançamento próximo de seu álbum de estreia Gates of Metal Fried Chicken of Death. As origens do Massacration datam de 1979 (numa alusão ao mesmo ano da formação do Spinal Tap) nos Estados Unidos, quando o delinquente e talentoso guitarrista John "Blondie" Hammett (interpretado por Fausto Fanti), após ser preso pela sexta vez, torna-se colega de cela do contrabandista de codornas e cantor castrato David "Detonator" Sutter (interpretado por Bruno Sutter); unidos por seu gosto mútuo por rock e heavy metal, logo travaram uma fortíssima amizade. Renunciando a suas vidas criminosas após serem soltos da prisão, a dupla veio a conhecer o promissor tocador de pandeiro Donald Polai (interpretado por Lecuk Ishida, à época um produtor da MTV que ocasionalmente fazia pontas nos esquetes do Hermes e Renato) e resolveram formar com ele uma banda, a Death Mania; o primeiro show do trio deu-se num bar ao sul de Phoenix, Arizona, mas a Death Mania durou por apenas um dia já que Polai suicidou-se logo após, aparentemente influenciado pelo nome "agourento" do conjunto.

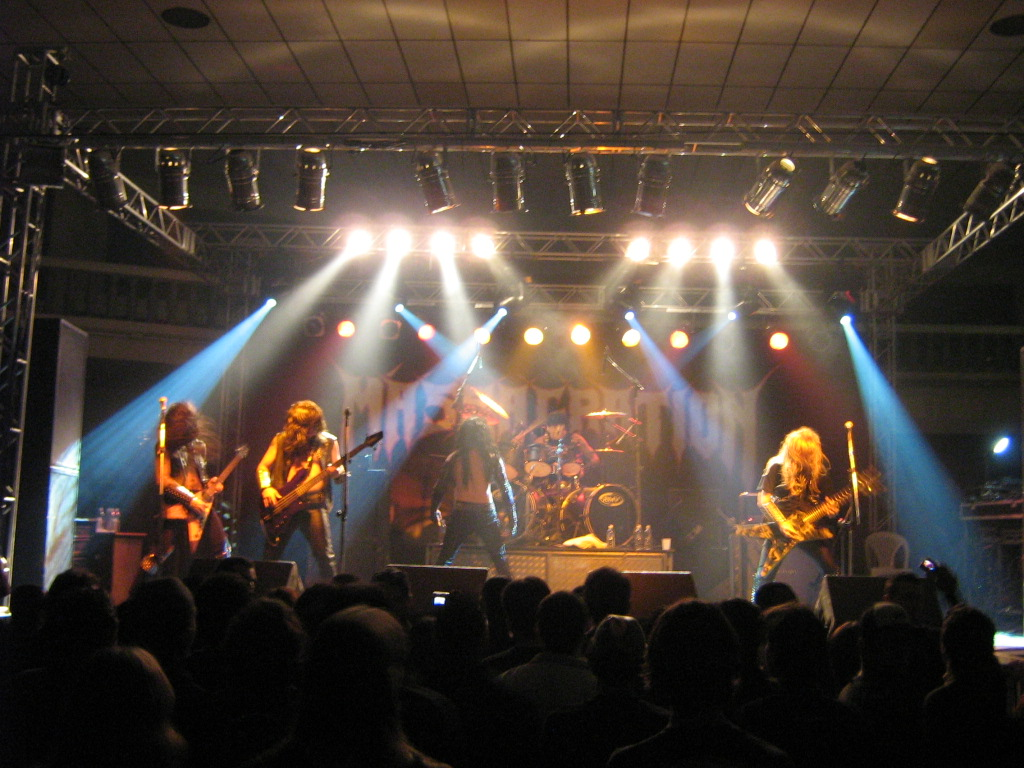
Show da banda em Atibaia, 2007

Extremamente abatidos pela morte do amigo, Sutter e Hammett caíram numa profunda depressão; eles eventualmente tornaram-se clientes do popular restaurante italiano Massas Crézio, onde viriam a comer compulsivamente todos os dias a ponto de tornarem-se obesos mórbidos. Sensibilizado por sua situação, o dono do restaurante, o imigrante ítalo-brasileiro Crézio, interveio e concedeu-lhes um quarto livre de aluguel em sua casa onde pudessem viver e ensaiar até recuperarem os ânimos, e assim superaram a depressão e perderam todo o peso extra que ganharam. Motivados a recomeçar e a formarem uma nova banda, colocaram um anúncio nos classificados de um jornal procurando por outros membros; coincidentemente, as vagas foram preenchidas pelos funcionários de Crézio Jimmy "The Hammer" Lombardo (interpretado por Felipe Torres), Klaus "Headmaster" Bissonette (interpretado por Adriano Pereira) e Rick "Metal Avenger" Banday (interpretado por Marco Antônio Alves). Numa homenagem a Crézio e a seu restaurante a banda foi inicialmente batizada de Massascrézio, mas com o passar do tempo o nome foi sendo alterado para Massacrézio, Massacrétion e, finalmente, Massacration.
Ao cabo de seu primeiríssimo show, o Massacration foi contatado pelo mundialmente renomado produtor musical Dick Dornelle (interpretado pelo então membro do Hermes e Renato Gil Brother), que já havia trabalhado com bandas e artistas como Queen, Iron Maiden e Michael Jackson. Eles então assinaram com sua gravadora Shusi Records e passaram os dois meses seguintes num estúdio na Carolina do Norte para gravar seu single de estreia, "Metal Massacre Attack (Aruê Aruô)", que foi um sucesso de crítica e de vendas, estreando em número um na Billboard Hot 100 – anacronicamente na frente de nomes contemporâneos como Usher, Maroon 5 e Gavin DeGraw – e garantindo-lhes um "Gremlin Award". Porém, o sucesso rapidamente subiu à cabeça de Sutter e ele começou a desperdiçar a fortuna da banda com frivolidades e cola de sapateiro (substância na qual veio a se viciar fortemente), o que levou a uma deterioração das relações entre ele e seus colegas. Em consequência de uma piada racista contada por um Sutter fortemente embriagado num show beneficente na Somália, os membros restantes do Massacration o expulsaram da banda e retornaram a seus antigos empregos no restaurante de Crézio, efetivamente encerrando as atividades do grupo.
Muitos anos depois, Sutter, agora um mendigo sem-teto vivendo no anonimato, esbarrou em Hammett por acaso; instantaneamente se reconhecendo, eles resolveram suas diferenças e optaram por reunir o Massacration, gravando os singles "Metal Bucetation" e "Metal Milkshake", tendo este último vendido mais de 12 bilhões de cópias e agraciado-lhes tanto com uma certificação de "Diamante Sêxtuplo" pela RIAA quanto com o raríssimo "Prêmio Nobel da Música", que anteriormente só havia sido dado a Mozart, Beethoven e Frank Sinatra. Contente por seu sucesso avassalador, o "Deus Metal" decidiu adotar Sutter como seu filho legítimo, e criou para ele e seus colegas de banda o paraíso de "Metal Land", onde passaram a viver desde então.
Em meio ao hiato de 2012–16 do Massacration, Bruno Sutter deu uma entrevista ao jornal Folha de S.Paulo caracterizado como Detonator em 2014, explicando que, inspirados pelo sucesso da série televisiva The Walking Dead, zumbis invadiram Metal Land e ele foi forçado a escapar (numa referência ao enredo de sua ópera rock então recentemente lançada Metal Folclore: The Zoeira Never Ends...); ele e seus colegas foram separados, e Blondie Hammett foi infelizmente abatido durante o ataque dos zumbis. Quando se reuniram em segurança, em 2016, Blondie foi substituído pelo seu irmão perdido Red Head Hammett para que pudessem continuar a tocar.

### História real
O Massacration (inicialmente grafado Massacrassion) foi concebido no início dos anos 2000 pelo grupo de comédia brasileiro Hermes e Renato, que à época tinha seu próprio programa de esquetes exibido pela extinta MTV Brasil. Apesar da primeira aparição televisionada da banda datar de 2002, apenas em 2004 viriam a lançar sua primeira canção de verdade, acompanhada por um videoclipe, "Metal Massacre Attack (Aruê Aruô)"; o sucesso do clipe os motivou a gravar mais, para as canções "Metal Bucetation" e "Metal Milkshake", e dentro em breve começaram a realizar seus primeiros shows, acompanhados pelo então baterista do Sepultura Igor Cavalera (sob o pseudônimo "El Covero") como músico ao vivo.

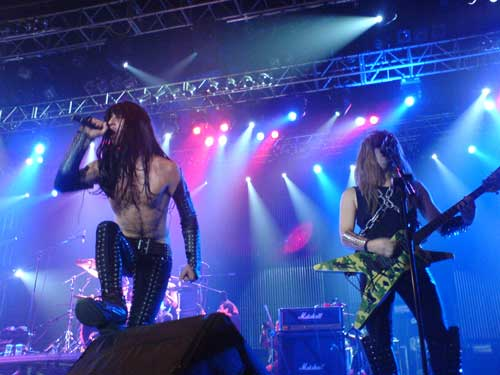
Bruno Sutter (como Detonator, à esquerda) e Fausto Fanti (como Blondie Hammett, à direita) durante uma performance

Em julho de 2005 anunciaram seu álbum de estreia, Kings of Metal Fried Chicken of Death, cujo título foi posteriormente alterado para Gates of Metal Fried Chicken of Death; ele foi inicialmente disponibilizado para audição no site oficial da MTV Brasil em 4 de outubro e lançado em formato físico pela Deckdisc seis dias depois. O álbum contou com participações especiais de Sérgio Mallandro e do vocalista do Ratos de Porão João Gordo (que também o produziu sob o pseudônimo "Rick Rubinho", parodiando Rick Rubin), e foi criticamente aclamado após seu lançamento; de acordo com dados de 2006, vendeu mais de 40.000 cópias. O sucesso do Massacration acabaria por levá-los a participar de outros programas da MTV, como o campeonato humorístico de futebol Rockgol (do qual os membros do Hermes e Renato normalmente não podiam participar por serem funcionários da emissora, mas como Massacration, atendiam às condições para participar: tinham um disco disponível comercialmente e clipes veiculados na emissora) e a série animada Megaliga MTV de VJs Paladinos; de 2005 a 2006 também apresentaram seu próprio programa de videoclipes na emissora, o Total Massacration, sucessor bem-humorado do Fúria Metal.
Em 2007 o grupo começou a trabalhar num segundo disco, Good Blood Headbanguers, mas após uma série de atrasos o álbum só veio a ser lançado em 10 de outubro de 2009 pela EMI; sua capa foi oficialmente revelada ao público três dias antes, acompanhada de uma faixa excluída de Gates of Metal Fried Chicken of Death, "Anal Weapon War". Good Blood Headbanguers foi produzido por Roy Z, conhecido por seu trabalho com outros artistas de metal como Bruce Dickinson e Rob Halford, e contou com uma participação do cantor brega Falcão na faixa "The Mummy"; porém, não foi tão bem recebido quanto o seu predecessor.
Em 2012, coincidindo com a partida de Bruno Sutter do Hermes e Renato (então chamado "Banana Mecânica"), ele suspendeu as atividades do Massacration, justificando-se que "a gente nunca deve repetir a mesma piada". À época, fãs especularam que Sutter fora influenciado em sua decisão por sua então namorada (e futura noiva) Nyvi Estephan, que recebeu entre eles o apelido pejorativo de "Yoko Ono". Expressando seu desejo de focar num projeto mais "voltado às mulheres", ele fundou em 2013 uma nova banda centrada em seu personagem de "Detonator", Detonator e as Musas do Metal, da qual é o único membro masculino; seu álbum de estreia, a ópera rock Metal Folclore: The Zoeira Never Ends..., foi lançado no ano seguinte.
Em 30 de julho de 2014, o guitarrista Fausto Fanti foi encontrado morto em seu apartamento após suicidar-se por enforcamento.
Depois de um hiato de quatro anos, em 20 de maio de 2016, a banda reuniu-se para um premiado comercial do McDonald's promovendo seu hambúrguer Grand Big Mac, para o qual gravaram uma nova canção, "Grand Pedido" – um cover heavy metal do famoso jingle "dois hambúrgueres, alface..." da rede. O irmão de Fausto Fanti, Franco, que o havia substituído no Hermes e Renato no ano anterior, também assumiu sua posição como guitarrista da banda sob o nome artístico "Red Head Hammett"; o baterista do Angra e do Shaman Ricardo Confessori, e o baixista Marco Klein, também se juntaram a eles como músicos convidados sob os respectivos pseudônimos de "El Perro Loco" e "El Mudo". Em 20 de dezembro de 2016, Sutter confirmou que o Massacration voltara oficialmente à ativa, e que pretendiam lançar mais músicas no futuro.
Em 1º de junho de 2017 a banda lançou um novo single, "Metal Milf", acompanhado de um videoclipe que contou com uma participação especial da modelo e DJ Sabrina Boing Boing. Mais tarde naquele ano seu primeiro álbum ao vivo/DVD, Live Metal Espancation, saiu em meio a críticas unanimemente positivas, sendo escolhido pela revista Roadie Crew como o melhor DVD de metal de 2017.
2019 viu o lançamento de outro single, "Motormetal", seguido por "Metal Galera" em 2020. Celebrando o Dia Mundial do Rock, em 13 de julho de 2023, a banda lançou o single "Metal Is My Life", e mais tarde no mesmo ano, em 1º de dezembro, saiu "Metal Warferas", com seu videoclipe gravado no parque de diversões Beto Carrero World.
Em 15 de dezembro de 2023, Sutter anunciou que o Massacration começou a trabalhar num terceiro álbum de estúdio, intitulado Metal Is My Life, lançado em 12 de julho de 2024; quatro dias antes, em 8 de julho, saiu como um teaser o single "Revenge of the Bull".

## Integrantes

### Atuais

#### Membros reais
- Detonator (interpretado por Bruno Sutter) – vocais (2004–2012, 2016–presente)
- Metal Avenger (interpretado por Marco Antônio Alves) – contrabaixo (2004–2012), guitarra solo (2016–presente)
- Red Head Hammett (interpretado por Franco Fanti) – guitarra base (2016–presente)

#### Membros fictícios
- Headmaster (interpretado por Adriano Pereira) – guitarra base (2004–2012, 2016–presente)
- Jimmy the Hammer (interpretado por Felipe Torres) – bateria (2004–2012, 2016–presente)

### Anteriores
- Blondie Hammett (interpretado por Fausto Fanti) – guitarra solo, guitarra base (2004–2012, falecido em 2014)

### Músicos convidados/ao vivo
- Straupelator (interpretado por Fernando Lima) – bateria (2004–2012, 2020–presente)[42]
- El Covero (interpretado por Igor Cavalera) – bateria (2004)
- El Perro Loco (interpretado por Ricardo Confessori) – bateria (2016–2020)
- El Mudo (interpretado por Marco Klein) – contrabaixo (2016–presente)

## Discografia

### Álbuns de estúdio
- (2005) Gates of Metal Fried Chicken of Death
- (2009) Good Blood Headbanguers
- (2024) Metal Is My Life

### Álbum ao vivo
- (2017) Live Metal Espancation

### Singles
| Year | Single                              | Album                                 |
| ---- | ----------------------------------- | ------------------------------------- |
| 2004 | "Metal Massacre Attack (Aruê Aruô)" | Gates of Metal Fried Chicken of Death |
| 2004 | "Metal Bucetation"                  | Gates of Metal Fried Chicken of Death |
| 2004 | "Metal Milkshake"                   | Gates of Metal Fried Chicken of Death |
| 2005 | "Metal Is the Law"                  | Gates of Metal Fried Chicken of Death |
| 2005 | "Cereal Metal"                      | Gates of Metal Fried Chicken of Death |
| 2006 | "Evil Papagali"                     | Gates of Metal Fried Chicken of Death |
| 2009 | "Hammercage Hotdog Hell"            | Good Blood Headbanguers               |
| 2009 | "Sufocators of Metal"               | Good Blood Headbanguers               |
| 2009 | "The Bull"                          | Good Blood Headbanguers               |
| 2009 | "The Mummy" (part. Falcão)          | Good Blood Headbanguers               |
| 2016 | "Grand Pedido"                      | —                                     |
| 2017 | "Metal Milf"                        | ↑                                     |
| 2019 | "Motormetal"                        | ↑                                     |
| 2020 | "Metal Galera"                      | ↑                                     |
| 2023 | "Metal Is My Life"                  | ↑                                     |
| 2023 | "Metal Warferas"                    | ↑                                     |
| 2024 | "Macetation Apocalypse"             | Metal Is My Life                      |
| 2024 | "Revenge of the Bull"               | Metal Is My Life                      |
| 2024 | "November Gay"                      | Metal Is My Life                      |
| 2024 | "Flight of the Chicken"             | Metal Is My Life                      |
| 2024 | "March of Headbenze"                | Metal Is My Life                      |
| 2024 | "Anal Weapon War"                   | Metal Is My Life                      |